# جوزيبي كولاسيكو
جوزيبي كولاسيكو (بالإيطالية: Giuseppe Colacicco)‏ (4 أبريل 1904 – 28 أغسطس 1984) هو ملاكم إيطالي راحل، مثّل بلاده في الألعاب الأولمبية الصيفية 1924.

## روابط خارجية
جوزيبي كولاسيكو على موقع أوليمبيديا (الإنجليزية)